# Örményország a 2012. évi nyári olimpiai játékokon
Örményország a nagy-britanniai Londonban megrendezett 2012. évi nyári olimpiai játékok egyik részt vevő nemzete volt. Az országot az olimpián 9 sportágban 24 sportoló képviselte, akik összesen 3 érmet szereztek.

## Érmesek
| Érem  | Versenyző             | Sportág    | Versenyszám              |
| ----- | --------------------- | ---------- | ------------------------ |
| Ezüst | Arszen Dzsulfalakjan  | Birkózás   | Férfi kötöttfogás, 74 kg |
| Bronz | Artur Alekszanján     | Birkózás   | Férfi kötöttfogás, 96 kg |
| Bronz | Hripszime Hoursoudjan | Súlyemelés | Női +75 kg               |

## Atlétika
Férfi
| Versenyző          | Versenyszám   | Selejtező | Selejtező | Döntő    | Döntő    |
| Versenyző          | Versenyszám   | Eredmény  | Helyezés  | Eredmény | Helyezés |
| ------------------ | ------------- | --------- | --------- | -------- | -------- |
| Arszen Szargszjan  | Távolugrás    | 762 cm    | 25.       | kiesett  | kiesett  |
| Vardan Pahlevanjan | Távolugrás    | 655 cm    | 40.       | kiesett  | kiesett  |
| Melik Dzsanojan    | Gerelyhajítás | 72,64 m   | 39.       | kiesett  | kiesett  |

Női
| Versenyző             | Versenyszám   | Selejtező | Selejtező | Döntő    | Döntő    |
| Versenyző             | Versenyszám   | Eredmény  | Helyezés  | Eredmény | Helyezés |
| --------------------- | ------------- | --------- | --------- | -------- | -------- |
| Krisztine Harutjunjan | Gerelyhajítás | 47,65 m   | 38.       | kiesett  | kiesett  |

## Birkózás

### Férfi
Kötöttfogású
| Versenyző               | Versenyszám | Selejtező                            | Nyolcaddöntő                              | Negyeddöntő                           | Elődöntő                      | Vigaszág első kör             | Vigaszág elődöntő           | Bronz- mérkőzés                 | Döntő                          | Helyezés |
| Versenyző               | Versenyszám | Ellenfél Eredmény                    | Ellenfél Eredmény                         | Ellenfél Eredmény                     | Ellenfél Eredmény             | Ellenfél Eredmény             | Ellenfél Eredmény           | Ellenfél Eredmény               | Ellenfél Eredmény              | Helyezés |
| ----------------------- | ----------- | ------------------------------------ | ----------------------------------------- | ------------------------------------- | ----------------------------- | ----------------------------- | --------------------------- | ------------------------------- | ------------------------------ | -------- |
| Hovhannesz Vardereszjan | 66 kg       | Kim Hjonu (KOR) · 0–3, 0–1           |                                           |                                       |                               | Pedro Mulens (CUB) · 0–1, 0–2 | kiesett                     | kiesett                         |                                | 19.      |
| Arszen Dzsulfalakjan    | 74 kg       | erőnyerő                             | Danyijar Kobonov (KGZ) · 1–0, 1–0         | Aljakszandr Kikinyov (BLR) · 2–0, 1–0 | Emin Əhmədov (AZE) · 2–0, 3–0 |                               |                             |                                 | Roman Vlaszov (RUS) · 0–1, 0–1 |          |
| Artur Alekszanján       | 96 kg       | Daigoro Timoncini (ITA) · 1–0, 2–0   | Gászem Rezái (IRI) · 0–2, 0–1             |                                       |                               |                               | Cenk Ildem (TUR) · 1–0, 2–0 | Yunior Estrada (CUB) · 2–0, 1–0 |                                |          |
| Jurij Patrikejev        | 120 kg      | Haszan Barojev (RUS) · 0–1, 3–0, 1–0 | Bashir Babajanzadeh (IRI) · 0–1, 1–0, 0–2 | kiesett                               | kiesett                       |                               |                             |                                 |                                | 8.       |

Szabadfogású
| Versenyző                | Versenyszám | Selejtező                                 | Nyolcaddöntő                                     | Negyeddöntő                              | Elődöntő          | Vigaszág első kör | Vigaszág elődöntő | Bronz- mérkőzés   | Döntő             | Helyezés |
| Versenyző                | Versenyszám | Ellenfél Eredmény                         | Ellenfél Eredmény                                | Ellenfél Eredmény                        | Ellenfél Eredmény | Ellenfél Eredmény | Ellenfél Eredmény | Ellenfél Eredmény | Ellenfél Eredmény | Helyezés |
| ------------------------ | ----------- | ----------------------------------------- | ------------------------------------------------ | ---------------------------------------- | ----------------- | ----------------- | ----------------- | ----------------- | ----------------- | -------- |
| Mihran Dzsaburjan        | 55 kg       | erőnyerő                                  | Brandon Escobar (HON) · 6–3, 6–0                 | Jumoto Sinicsi (JPN) · 1–4, 0–6          | kiesett           |                   |                   |                   |                   | 7.       |
| Davit Szafariján         | 66 kg       | erőnyerő                                  | Abdo Omar (EGY) · mérkőzés nélkül (sérülés)      | Akzsurek Tanatarov (KAZ) · 2–3, 4–1, 2–2 | kiesett           |                   |                   |                   |                   | 8.       |
| Hadzsimurad Nurmagomedov | 84 kg       | Juszup Abduszalomov (TJK) · 0–4, 2–0, 2–0 | Ehsan Naser Lashgari (IRI) · 0–1, 0–4 (kizárták) | kiesett                                  | kiesett           |                   |                   |                   |                   | 11.      |

## Cselgáncs
Férfi
| Versenyző          | Versenyszám | Selejtező                              | 32-es főtábla                        | Nyolcaddöntő                              | Negyeddöntő                      | Elődöntő          | Vigaszág elődöntő                    | Bronz- mérkőzés   | Döntő             | Helyezés |
| Versenyző          | Versenyszám | Ellenfél Eredmény                      | Ellenfél Eredmény                    | Ellenfél Eredmény                         | Ellenfél Eredmény                | Ellenfél Eredmény | Ellenfél Eredmény                    | Ellenfél Eredmény | Ellenfél Eredmény | Helyezés |
| ------------------ | ----------- | -------------------------------------- | ------------------------------------ | ----------------------------------------- | -------------------------------- | ----------------- | ------------------------------------ | ----------------- | ----------------- | -------- |
| Hovhannesz Davtjan | Légsúly     | Tobias Englmaier (GER) · 101(1)–000(2) | İlqar Muşkiyev (AZE) · 010(1)–000(0) | Jerkebulan Koszajev (KAZ) · 100(0)–000(0) | Elio Verde (ITA) · 000(2)–001(0) |                   | Sofiane Milous (FRA) · 000(2)–001(0) | kiesett           |                   | 7.       |
| Armen Nazarjan     | Harmatsúly  | erőnyerő                               | Raymond Ovinou (PNG) · 100(0)–000(0) | Paweł Zagrodnik (POL) · 010(2)–011(1)     | kiesett                          | kiesett           |                                      |                   |                   | 9.       |

## Ökölvívás
Férfi
| Versenyző         | Versenyszám | Selejtező                  | Nyolcaddöntő      | Negyeddöntő       | Elődöntő          | Döntő             | Helyezés |
| Versenyző         | Versenyszám | Ellenfél Eredmény          | Ellenfél Eredmény | Ellenfél Eredmény | Ellenfél Eredmény | Ellenfél Eredmény | Helyezés |
| ----------------- | ----------- | -------------------------- | ----------------- | ----------------- | ----------------- | ----------------- | -------- |
| Andranik Hakobján | Középsúly   | Terrell Gausha (USA) · RSC | kiesett           | kiesett           | kiesett           | kiesett           | 17.      |

RSC - a játékvezető megállította a mérkőzést

## Sportlövészet
Férfi
| Versenyző        | Versenyszám    | Selejtező | Selejtező | Döntő   | Döntő    |
| Versenyző        | Versenyszám    | Pont      | Helyezés  | Pont    | Helyezés |
| ---------------- | -------------- | --------- | --------- | ------- | -------- |
| Norajr Bahtamjan | Légpisztoly    | 579       | 16.       | kiesett | kiesett  |
| Norajr Bahtamjan | Szabadpisztoly | 557       | 18.       | kiesett | kiesett  |

## Súlyemelés
Férfi
| Versenyző        | Versenyszám | Szakítás                 | Szakítás                 | Lökés                    | Lökés                    | Összesen | Helyezés |
| Versenyző        | Versenyszám | Eredmény                 | Helyezés                 | Eredmény                 | Helyezés                 | Összesen | Helyezés |
| ---------------- | ----------- | ------------------------ | ------------------------ | ------------------------ | ------------------------ | -------- | -------- |
| Arakel Mirzojan  | 69 kg       | 148                      | 6.                       | érvényes kísérlet nélkül | érvényes kísérlet nélkül | kiesett  | kiesett  |
| Ara Hacsatrjan   | 85 kg       | érvényes kísérlet nélkül | érvényes kísérlet nélkül | kiesett                  | kiesett                  | kiesett  | kiesett  |
| Norajr Vardanjan | 94 kg       | 170                      | 9.                       | 210                      | 8.                       | 380      | 11.      |

Női
| Versenyző             | Versenyszám | Szakítás | Szakítás | Lökés                    | Lökés                    | Összesen | Helyezés |
| Versenyző             | Versenyszám | Eredmény | Helyezés | Eredmény                 | Helyezés                 | Összesen | Helyezés |
| --------------------- | ----------- | -------- | -------- | ------------------------ | ------------------------ | -------- | -------- |
| Meline Daluzjan       | 69 kg       | 111      | 6.       | érvényes kísérlet nélkül | érvényes kísérlet nélkül | kiesett  | kiesett  |
| Hripszime Hoursoudjan | +75 kg      | 128      | 4.       | 166                      | 3.                       | 294      |          |

## Taekwondo
Férfi
| Versenyző      | Versenyszám | Nyolcaddöntő                  | Negyeddöntő              | Elődöntő                         | Vigaszág elődöntő | Bronz- mérkőzés             | Döntő             | Helyezés |
| Versenyző      | Versenyszám | Ellenfél Eredmény             | Ellenfél Eredmény        | Ellenfél Eredmény                | Ellenfél Eredmény | Ellenfél Eredmény           | Ellenfél Eredmény | Helyezés |
| -------------- | ----------- | ----------------------------- | ------------------------ | -------------------------------- | ----------------- | --------------------------- | ----------------- | -------- |
| Arman Jeremjan | Váltósúly   | Sébastien Michaud (CAN) · 8–4 | Tommy Mollet (NED) · 6–4 | Sebastián Crismanich (ARG) · 1–2 |                   | Lutalo Muhammad (GBR) · 3–9 |                   | 5.       |

## Torna
Férfi
| Versenyző     | Versenyszám      | Selejtező | Selejtező | Döntő    | Döntő    |
| Versenyző     | Versenyszám      | Pontszám  | Helyezés  | Pontszám | Helyezés |
| ------------- | ---------------- | --------- | --------- | -------- | -------- |
| Artur Davtyan | Talaj            | 13,800    | 57.       | kiesett  | kiesett  |
| Artur Davtyan | Ugrás            | 14,833    | 15.       | kiesett  | kiesett  |
| Artur Davtyan | Korlát           | 14,233    | 47.       | kiesett  | kiesett  |
| Artur Davtyan | Nyújtó           | 13,366    | 60.       | kiesett  | kiesett  |
| Artur Davtyan | Gyűrű            | 13,400    | 64.       | kiesett  | kiesett  |
| Artur Davtyan | Lólengés         | 13,900    | 33.*      | kiesett  | kiesett  |
| Artur Davtyan | Egyéni összetett | 82,865    | 36.       | kiesett  | kiesett  |

* - egy másik versenyzővel azonos eredményt ért el

## Úszás
Férfi
| Versenyző      | Versenyszám | Előfutam | Előfutam | Előfutam | Elődöntő | Elődöntő | Elődöntő | Döntő   | Döntő    |
| Versenyző      | Versenyszám | Idő      | Hely.    | Össz.    | Idő      | Hely.    | Össz.    | Idő     | Helyezés |
| -------------- | ----------- | -------- | -------- | -------- | -------- | -------- | -------- | ------- | -------- |
| Mikael Kolojan | 100 m gyors | 53,82    | 8.       | 45.      | kiesett  | kiesett  | kiesett  | kiesett | kiesett  |

Női
| Versenyző         | Versenyszám | Előfutam | Előfutam | Előfutam | Elődöntő | Elődöntő | Elődöntő | Döntő   | Döntő    |
| Versenyző         | Versenyszám | Idő      | Hely.    | Össz.    | Idő      | Hely.    | Össz.    | Idő     | Helyezés |
| ----------------- | ----------- | -------- | -------- | -------- | -------- | -------- | -------- | ------- | -------- |
| Anahit Barszegjan | 100 m hát   | 1:08,19  | 4.       | 44.      | kiesett  | kiesett  | kiesett  | kiesett | kiesett  |